# Ulrich Bächli
Ulrich "Ueli" Bächli, född 5 januari 1950 i Zürich, är en schweizisk före detta bobåkare.
Bächli blev olympisk silvermedaljör i fyrmansbob vid vinterspelen 1980 i Lake Placid.